# Lèmur mostela de cua vermella
El lèmur mostela de cua vermella (Lepilemur ruficaudatus) és una espècie de lèmur mostela. Com tots els lèmurs, és endèmic de Madagascar. És de costums nocturns i s'alimenta principalment de fulles, tot i que també menja algunes fruites. Els individus d'aquesta espècie pesen uns 800 grams i presenten poc dimorfisme sexual. Solen viure en parelles, cadascuna amb un territori de més o menys una hectàrea. Els territoris de les diferents parelles no se solen encavalcar. De nit, es mouen entre 100 metres i 1 quilòmetre, cosa que en fa una espècie relativament inactiva. Viu als boscos secs de Madagascar.
Està classificat a la Llista Vermella de la UICN com a espècie amb dades insuficients.